# 三菱・リベロ
リベロ（LIBERO）は、三菱自動車工業が生産・販売していたステーションワゴン・ライトバンである。

## 概要
1992年に登場。従来のミラージュワゴン/ランサーワゴン、ミラージュバン/ランサーバンの各車に代わるワゴン車として、4代目ランサー/ミラージュをベースに開発された。乗用ワゴンは「リベロ」、商用バンは「リベロカーゴ」を名乗る。
リベロは当時の日本車としては珍しく、リアフォグランプが標準装備であった。リベロカーゴは、終始1.3Lと1.5Lの気筒あたり3バルブ方式の12バルブ、電子制御キャブレター仕様（ダウンドラフト1バレル）とディーゼルの展開で、日本車では最後までキャブレターを搭載していた車種であった。

## 年表
- 1992年5月 - ミラージュワゴン・ランサーワゴンの後継として販売開始。
- 1994年1月 - 一部改良。ランサーGSRの1.8Lターボエンジン(205馬力)+4WDの「GT」を追加。ピラーアンテナから電動アンテナ(右リヤクォーター部)へ変更。リアの「MMC」ステッカーを「MITSUBISHI」へ変更。(MMCのエンブレムが付いていた最後の車種)
- 1995年9月 - マイナーチェンジ。フロントフォグランプをバンパーと一体化。ハイルーフと簡易型フロントグリルガードを採用したRV色の濃い「MONTE」を追加。「GT」はランサーエボリューションと同じデザインのフロントグリル、フロントバンパー、そしてインタークーラーを採用したことで、エンジンの最大出力を205馬力から215馬力へとなる。
- 1996年10月 - 一部改良。運転席エアバッグとABSを全車に標準化。RV感覚を高めるセットオプション「RVパッケージ」の新設。1.6Lのベーシックモデル「V」と、1.5Lの廉価モデル「MVVワゴン」を追加。
- 1997年10月 - 一部改良。全車にチャイルドシート固定機構付きリアシートベルトを標準装備。シート地を変更。1.6L「V」をベースにフロントグリルガードやツートーンボディカラーを備えるRV感覚の強い新グレード「グリーンフィールド」を追加。
- 1999年7月 - 5月に特別仕様車として限定発売した「Vリミテッド」をカタログモデル化。「Vリミテッド」は「V」にプライバシーガラスやキーレスエントリーを追加し価格を下げたお買い得モデルで、1.6LのFFと1.8Lの4WD。
- 2000年11月 - ワゴンはランサーセディアワゴン（→ランサーワゴン）の販売開始により生産終了。商用のリベロカーゴのみ生産を継続する。
- 2001年3月末 - 最後まで残ったワゴンの流通在庫分の未登録車の登録をすべて完了。
- 2003年3月末 - リベロカーゴが販売終了。ランサーカーゴが後継となる。

## 特別仕様車
レッズバージョン
浦和レッズとのコラボレーション仕様。「浦和レッド」と名乗る赤色のボディカラーが専用装備だった。埼玉県の地域限定販売。

ROAD（ロード）
グリルガードなどのアウトドア向けオプションが専用装備。

サージ
1992年、湘南ナンバー誕生と同時に発売。サーファー向けであり、専用カラー「スニオンターコイズ」のほかに重防錆対策処理が専用装備だった。

## 車名の由来
- イタリア語で「自由な」（英語のfree）を意味する言葉。キビキビした走りで行動半径の広いマルチなクルマとして命名。